# 四稜齒象屬
四稜齒象屬為長鼻目互棱齒象科下已滅絕的一屬。

## 描述

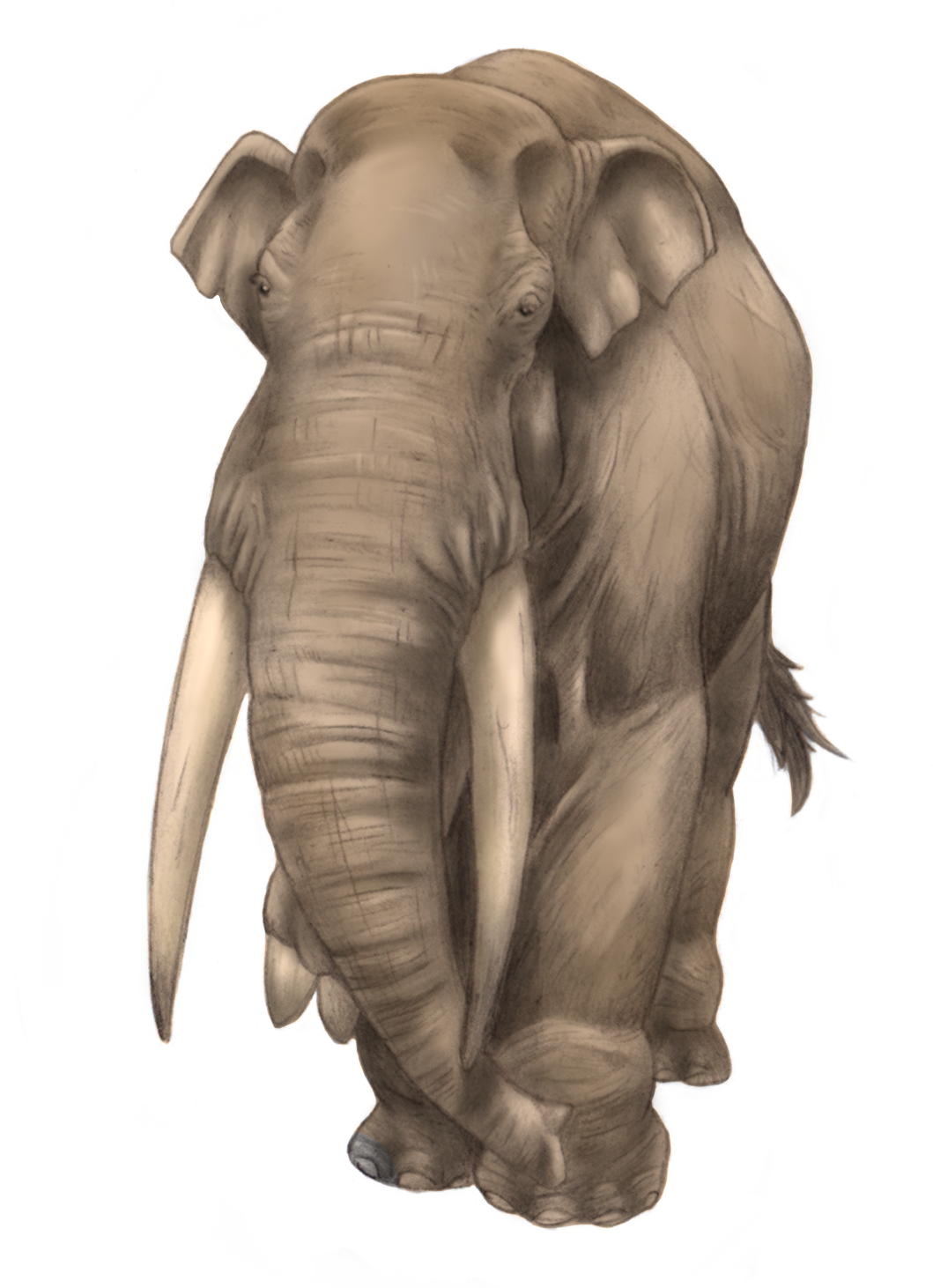
四稜齒象復原圖

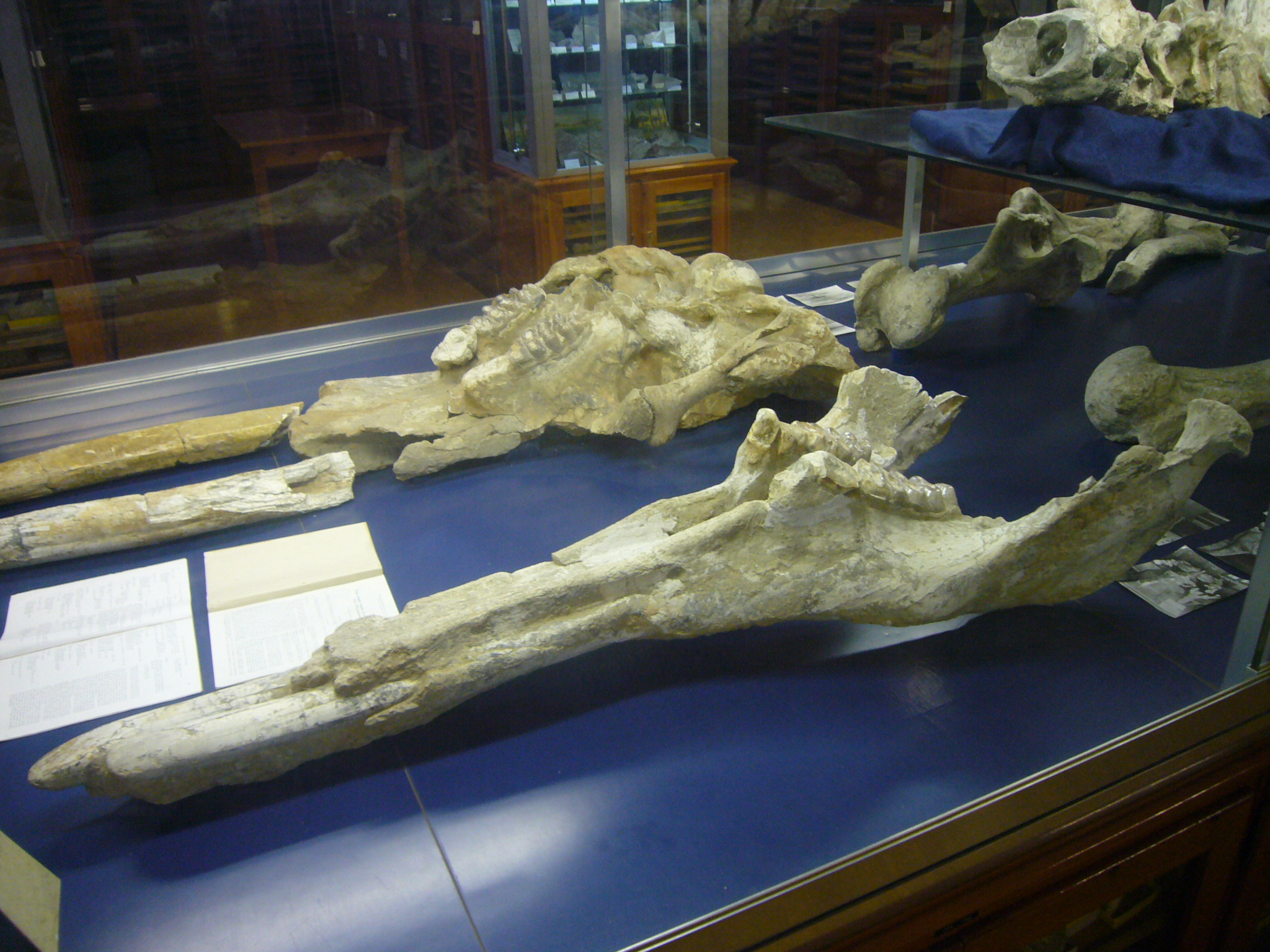
四稜齒象（T. longirostris）顱骨與象牙化石，展於西班牙巴塞隆納地質博物館

四稜齒象為現代象的近親，生存於中新世晚期至上新世中期，共約1,090萬年。
和嵌齒象一樣，四稜齒象具有象鼻及兩對獠牙，肩高約為2.58—3.45米（8.5—11.3英尺），體重可達10 t（9.8 long ton；11 short ton），大於現存的亞洲象。
四稜齒象的頰齒具有四個牙尖，大小約為60 mm（2.4英寸）x80 mm（3.1英寸），大約是人類牙齒的六倍大，屬於低齒冠的丘齒，適合咬碎和研磨植物組織與果實，而其他同時期的草食哺乳動物則多半仍僅具有能切斷組織的牙齒。巨大的體型加上長象鼻讓四稜齒象能取食到高樹上的果實。臼齒的型態比起嵌齒象更為特化，近似於現存的大象。

## 棲息與分佈地
四稜齒象曾是十分成功的長鼻目物種，廣泛分佈於中新世晚期至上新世中期的歐洲、亞洲與非洲，所發現的化石大多為牠們的臼齒。於2007年，原本發現於北美洲的四稜齒象屬物種T. campester與T. fricki被改分類至新的屬Pediolophodon下。